# Шабдарбаев, Амангельды Смагулович
Амангельды Смагулович Шабдарбаев (1 августа 1950, Каскеленский район, Алматинская область) — казахский деятель силовых структур, генерал-лейтенант. Командующий Республиканской гвардией Казахстана в 2012—2013 годах, Председатель Комитета национальной безопасности Республики Казахстан с марта 2006 года по декабрь 2009 года.

## Биография
Родился 1 августа 1950 года в Каскеленском районе Алматинской области. Происходит из рода Ысты. Окончил Казахский государственный институт физической культуры, Высшие курсы КГБ СССР в г. Москве. Имеет педагогическое и юридическое образование.
С 1974 года служил в Вооруженных Силах СССР, а затем в 1976 году перешел в Комитет государственной безопасности Казахской ССР. Службу проходил на должностях оперуполномоченного и старшего оперуполномоченного.
До декабря 1986 руководил охраной Первого секретаря ЦК Компартии Казахстана Кунаева Д. А.
В 1986 году после «декабрьских событий» уволился из органов государственной безопасности. Работал вначале мастером, а затем заместителем начальника треста «Казнефтедорстрой».
В 1992—1995 годах работал в Службе охраны Президента Республики Казахстан на посту начальника отдела и первого заместителя начальника Службы.
В ноябре 1995 года назначен заместителем председателя Государственного следственного Комитета РК.
В 1997 году некоторое время руководил спецподразделением «Арыстан» Комитета национальной безопасности РК.
В период передислокации центральных государственных органов в новую столицу Шабдарбаев А. С. возвращается в Службу охраны Президента заместителем начальника.
С января 2002 года — начальник Службы охраны Президента Республики Казахстан.
2 марта 2006 года Указом Президента Республики Казахстан генерал-лейтенант Шабдарбаев А. С. назначен председателем КНБ РК.
7 декабря 2009 года Указом Президента Республики Казахстан освобожден от должности председателя КНБ РК. Отставке предшествовал ряд скандалов в ведомстве, в том числе отстранение от работы руководителей Департамента КНБ по г. Алма-Ате.
7 декабря 2009 назначен советником Президента Республики Казахстан.
23 января 2012 года Указом Президента Республики Казахстан назначен Командующим Республиканской гвардией..
7 марта 2013 года освобождён от занимаемой должности и уволен с военной службы в связи с достижением предельного возраста состояния на воинской службе.

## Награды
- Орден «Данк» 1 степени
- Орден «Данк» 2 степени (2001)[13]
- Десять медалей
- Ценный подарок от имени первого секретаря ЦК Компартии Казахстана
- Юбилейная медаль «10 лет Астане» (01.07.2008)
- Почетный гражданин Алматинской области